# Stuart Thurgood
Stuart Thurgood (nacido el 4 de noviembre de 1981) es un exfutbolista inglés que se desempeñaba como centrocampista.

## Trayectoria

### Clubes
| Club                 | País       | Año         |
| -------------------- | ---------- | ----------- |
| Tottenham Hotspur    | Inglaterra | 1998 - 1999 |
| Shimizu S-Pulse      | Japón      | 2000        |
| Southend United      | Inglaterra | 2001 - 2003 |
| Grays Athletic       | Inglaterra | 2003 - 2007 |
| Gillingham           | Inglaterra | 2007 - 2008 |
| Grays Athletic       | Inglaterra | 2008 - 2009 |
| Dagenham & Redbridge | Inglaterra | 2009 - 2010 |
| Grays Athletic       | Inglaterra | 2011        |
| Thurrock             | Inglaterra | 2011 - 2013 |
| East Thurrock United | Inglaterra | 2013 - 2014 |
| VCD Athletic         | Inglaterra | 2014 - 2016 |
| Grays Athletic       | Inglaterra | 2016 - 2017 |
| Thurrock             | Inglaterra | 2017        |